# 宮坂直史
宮坂 直史（みやさか なおふみ、1963年 - ）は、日本の国際政治学者。防衛大学校総合安全保障研究科兼人文社会科学群国際関係学科教授。専門は、国際政治学、安全保障、テロリズム研究、軍備管理。

## 学歴・職歴・研究歴
- 1982年 慶應義塾志木高等学校卒業[1]
- 1986年 慶應義塾大学法学部政治学科卒業、日本郵船入社
- 1989年 同社退社、早稲田大学大学院政治学研究科修士課程入学
- 1991年 同修士課程修了、早稲田大学大学院政治学研究科博士課程中退。専修大学法学部助手（のち専任講師）
- 1999年10月 同大学退職、防衛大学校総合安全保障研究科助教授。
- 2007年4月 同准教授
- 2008年10月 同教授

## 著書

### 単著
- 『国際テロリズム論』（芦書房、2002年）
- 『日本はテロを防げるか』（筑摩書房[ちくま新書]、2004年）

### 訳書
- チャールズ・タウンゼンド『テロリズム』(岩波書店、2003年)

### 共訳書
- （五味俊樹・坪内淳・阪田恭代・太田宏）ジョン・ルイス・ギャディス『ロング・ピース――冷戦史の証言「核・緊張・平和」』(芦書房, 2002年）